# Sistema de numeración
Se conoce como un sistema de numeración a un conjunto finito de símbolos que se emplea con algún método para asignar numerales, o símbolos numéricos. Hay diversos sistemas que han sido o son actualmente empleados.

## Definición
Un sistema de numeración es un conjunto de símbolos y reglas de generación que permiten construir todos los números válidos. Un sistema de numeración puede obtenerse  como: 

{\displaystyle {\mathcal {N}}=(S,{\mathcal {R}})}

donde: 
- {\displaystyle {\mathcal {N}}} es el sistema de numeración considerado (p.ej. decimal, binario, hexadecimal, etc.).
- {\displaystyle S\,} es el conjunto de símbolos permitidos en el sistema. En el caso del sistema decimal son {0,1,2...9}; en el binario son {0,1}; en el octal son {0,1,...7}; en el hexadecimal son {0,1,...9,A,B,C,D,E,F}.
- {\displaystyle {\mathcal {R}}} son las reglas que nos indican qué números y qué operaciones son  válidos en el sistema, y cuáles no. En un sistema de numeración posicional las reglas son bastante simples, mientras que la numeración romana requiere reglas algo más elaboradas.

Estas reglas son diferentes para cada sistema de numeración considerado, pero una regla común a todos es que para construir números válidos en un sistema de numeración determinado solo se pueden utilizar los símbolos permitidos en ese sistema. 
Para indicar en qué sistema de numeración se representa un símbolo se añade un subíndice a la derecha indicando la cantidad de símbolos que se pueden representar en dicho sistema.

## Clasificación
Los sistemas de numeración pueden clasificarse en dos grandes grupos: posicionales y no posicionales:
- En los sistemas no posicionales los dígitos tienen el valor del símbolo utilizado, que no depende de la posición (columna) que ocupan en el número.
- En los sistemas de numeración ponderados o posicionales el valor de un dígito depende tanto del símbolo utilizado, como de la posición que ese símbolo ocupa en el número.

Por ejemplo, el sistema de numeración egipcio es no posicional, en cambio el babilónico es posicional. Las lenguas naturales poseen sistemas de numeración posicionales basados en base 10 o 20, a veces con subsistemas de cinco elementos. Además, en algunas pocas lenguas los numerales básicos a partir de cuatro tienen nombres basados en numerales más pequeños.

### Sistemas de numeración no posicionales
Estos son los más antiguos, se usaban por ejemplo los dedos de la mano para representar la cantidad cinco y después se hablaba de cuántas manos se tenía. También se sabe que se usaba cuerdas con nudos para representar cantidad. Tiene mucho que ver con la coordinabilidad entre conjuntos. Entre ellos están los sistemas del antiguo Egipto, el sistema de numeración romana, y los usados en Mesoamérica por mayas, aztecas y otros pueblos.
Al igual que otras civilizaciones mesoamericanas, los mayas utilizaban un sistema de numeración de raíz mixta de base 20 (vigesimal). También los mayas preclásicos desarrollaron independientemente el concepto de cero (existen inscripciones datadas hacia el año 36 a. C. que así lo atestiguan).

### Sistemas de numeración posicionales
El número de símbolos permitidos en un sistema de numeración posicional se conoce como base del sistema de numeración. Si un sistema de numeración posicional tiene base b significa que disponemos de b símbolos diferentes para escribir los números, y que b unidades forman una unidad de orden superior. 
Ejemplo en el sistema de numeración decimal
Si contamos desde 0, incrementando una unidad cada vez, al llegar a 9 unidades, hemos agotado los símbolos disponibles, y si queremos seguir contando no disponemos de un nuevo símbolo para representar la cantidad que hemos contado. Por tanto añadimos una nueva columna a la izquierda del número,  reutilizamos los símbolos de que disponemos, decimos que tenemos una unidad de primer orden (decena), ponemos a cero las unidades, y seguimos contando.  
De igual forma, cuando contamos hasta 99, hemos agotado los símbolos disponibles para las dos columnas; por tanto si contamos (sumamos) una unidad más, debemos poner a cero la columna de la derecha y sumar 1 a la de la izquierda (decenas). Pero la columna de la izquierda ya ha agotado los símbolos disponibles, así que la ponemos a cero, y sumamos 1 a la siguiente columna (centena). Como resultado nos queda que 99 + 1 = 100.
El cuenta kilómetros mecánico, al utilizar el sistema de numeración posicional decimal, nos muestra lo anterior: va sumando 1 a la columna de la derecha y cuando la rueda de esa columna ha completado una vuelta (se agotan los símbolos), se pone a cero y se añade una unidad a la siguiente columna de la izquierda. 
Pero estamos tan habituados a contar usando el sistema decimal que no somos conscientes de este comportamiento, y damos por hecho que 99 + 1 = 100, sin pararnos a pensar en el significado que encierra esa expresión. 
Tal es la costumbre de calcular en decimal que la mayoría de la población ni siquiera se imagina que puedan existir otros sistemas de numeración diferentes al de base 10, y tan válidos y útiles como este. Entre esos sistemas se encuentran el de base 2 sistema binario, de base 8 sistema octal y el de base 16 sistema hexadecimal.
También los antiguos mayas tuvieron  de numeración posicional el cual ya no se usa.

## Teorema fundamental de la numeración
Este teorema establece la forma general de construir números en un sistema de numeración posicional. Primero estableceremos unas definiciones básicas:
{\displaystyle N\,}, número válido en el sistema de numeración.
{\displaystyle b\,}, base del sistema de numeración. Número de símbolos permitidos en el sistema.
{\displaystyle d_{i}\,}, un símbolo cualquiera de los permitidos en el sistema de numeración.
{\displaystyle n\,},: número de dígitos de la parte entera.
{\displaystyle ,\,}, coma fraccionaria. Símbolo utilizado para separar la parte entera de un número de su parte fraccionaria.
{\displaystyle k\,},: número de dígitos de la parte decimal.
La fórmula general para construir un número N, con un número finito de decimales, en un sistema de numeración posicional de base b es la siguiente:

{\displaystyle N={\begin{cases}\langle d_{(n-1)}\ldots d_{1}d_{0},d_{-1}\ldots d_{-k}\rangle =\sum _{i=-k}^{n-1}d_{i}b^{i}\\N=d_{n-1}b^{n-1}+\ldots +d_{1}b^{1}+d_{0}b^{0}+d_{-1}b^{-1}+\ldots +d_{-k}b^{-k}\end{cases}}}

El valor total del número será la suma de cada dígito multiplicado por la potencia de la base correspondiente a la posición que ocupa en el número.
Esta representación posibilita la realización de sencillos algoritmos para la ejecución de operaciones aritméticas.

### Ejemplo en el sistema decimal
En el sistema decimal los símbolos válidos para construir números son {0,1,...9} (0 hasta 9, ambos incluidos), por tanto la base (el número de símbolos válidos en el sistema) es diez
En la figura inferior podemos ver el teorema fundamental de la numeración aplicado al sistema decimal. 
{\displaystyle {\begin{matrix}\!\!\!\!\!\!N=d_{n-1}\ldots d_{1}d_{0},d_{-1}\ldots d_{-k}&=&\\&\\d_{n-1}\cdot 10^{n-1}+\ldots +d_{1}\cdot 10^{1}+d_{0}\cdot 10^{0}la+d_{-1}\cdot 10^{-1}+\ldots +d_{-k}\cdot 10^{-k}&=&\end{matrix}}}

{\displaystyle N=\sum _{i=-k}^{n-1}d_{i}\cdot 10^{i}}
Los dígitos a la izquierda de la coma fraccionaria representados por  dn-1 ... d2 d1 d0 , toman el valor correspondiente a las potencias positivas de la base (10 en el sistema decimal), en función de la posición que ocupan en el número, y representan respectivamente al dígito de las n-unidades (10n), centenas (10² = 100), decenas (10¹ = 10) y unidades (100 = 1), ya que como se ve en el gráfico están colocados en las posiciones n-1..., tercera, segunda y primera a la izquierda de la coma fraccionaria. 
Observar que las posiciones se numeran a partir de 0, desde derecha a izquierda, por lo que la uĺtima posición para un número de n dígitos enteros, es n - 1 y no n, ya que en ese caso sería de n + 1 dígitos enteros. El uso de esta numeración a partir de 0 es de utilidad, debido a que la potencia 0-ésima de cualquier número está definida como 1.
Los dígitos a la derecha de la coma fraccionaria d-1, d-2, d-3 ... d-n representan respectivamente al dígito de las décimas 
(10-1 = 0,1), centésimas (10-2 = 0,01), milésimas (10-3 = 0,001) y n-ésimas (10-n) .
Por ejemplo, el número 1492,36 en decimal, puede expresarse como:

### Ejemplo en el sistema binario
Véase ahora el sistema binario o de base 2. En este sistema los dígitos válidos son {0,1},  y dos unidades forman una unidad de orden superior. 
En la figura inferior puede verse el teorema fundamental de la numeración aplicado al sistema binario.
{\displaystyle {\begin{matrix}\!\!\!\!\!\!N=d_{n}\ldots d_{1}d_{0},d_{-1}\ldots d_{-k}&=&\\&\\d_{n}\cdot 2^{n}+\ldots +d_{1}\cdot 2^{1}+d_{0}\cdot 2^{0},+d_{-1}\cdot 2^{-1}+\ldots +d_{-k}\cdot 2^{-k}&=&\end{matrix}}}

{\displaystyle N=\sum _{i=-k}^{n}d_{i}\cdot 2^{i}}
Siguiendo con el ejemplo del cuentakilómetros visto arriba, en este caso las ruedas no tienen 10 símbolos (0 al 9) como en el caso del sistema decimal. En el sistema binario la base es 2, lo que quiere decir que solo existen 2 símbolos {0,1} para construir todos los números binarios.  
En el sistema binario, para representar cifras mayores que 1 se combinan los 2 símbolos {0,1} y agrega una segunda columna de un orden superior. 
Aquí las ruedas del cuentakilómetros dan una vuelta cada dos unidades. Por tanto, una vez que se cuenta (suma) dos se han agotado los símbolos disponibles para esa columna, y se deben poner a cero la columna y usar otra columna a la izquierda. 
Así, contando en binario, tras el número {\displaystyle 0_{(2}}  viene el {\displaystyle 1_{(2}}, pero si se cuenta una unidad más se debe usar otra columna, resultando {\displaystyle 10_{(2}}.
Se sigue contando {\displaystyle 0_{(2}},{\displaystyle 1_{(2}},{\displaystyle 10_{(2}},{\displaystyle 11_{(2}}. Al añadir una unidad a la columna de las unidades, esa columna ha dado la vuelta (ha agotado los símbolos disponibles), y se debe formar una unidad de segundo orden, pero como ya hay una, también se agotan los símbolos disponibles para esa columna, y se deben formar una unidad de tercer orden o {\displaystyle 100_{(2}}. Así, en el sistema binario {\displaystyle 11_{(2}+1_{(2}=100_{(2}}.
Ejemplos:
- El número {\displaystyle 111_{(2}\,} está formado por un solo símbolo repetido tres veces. No obstante, cada uno de esos símbolos tiene un valor diferente, que depende de la posición que ocupa en el número. Así, el primer 1 (empezando por la izquierda) representa un valor de {\displaystyle 1_{2}\,(2^{2})} , el segundo de  {\displaystyle 1_{2}\,(2^{1})} y el tercero de  {\displaystyle 1_{2}\,(2^{0})}, dando como resultado el valor del número: {\displaystyle 111_{2}=1\cdot 2^{2}+1\cdot 2^{1}+1\cdot 2^{0}=4+2+1=7_{10}}.